# رشته‌کوه دلیون-اوران
رشته‌کوه دلیون-اوران (روسی: Делюн-Уранский хребет) یک رشته‌کوه در بوریاتیای کشور روسیه است.